# بيترو براون
بيترو براون هي كاتِبة كندية، ولدت في 1973 في تورونتو في كندا.